# Lynette Fromme

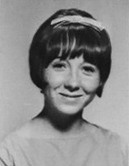
Lynette Fromme (1965)

Lynette Alice „Squeaky“ Fromme (* 22. Oktober 1948 in Santa Monica, Kalifornien) ist eine US-amerikanische Attentäterin. 
Sie war Mitglied der von Charles Manson angeführten Manson Family. 1975 wurde sie wegen ihres Versuchs, den damaligen US-Präsidenten Gerald Ford zu ermorden, zu einer lebenslangen Freiheitsstrafe verurteilt. 

## Kindheit und Jugend
Lynette Frommes Mutter, Helen Benziger Fromme, war Hausfrau; ihr Vater, William Millar Fromme, war Ingenieur für Luftfahrttechnik. Als Kind tanzte Fromme bei einer populären Tanzgruppe, den Westchester Lariats, die bei der Lawrence Welk Show und im Weißen Haus auftrat. Ihr Vater wurde häufig als zäh und distanziert charakterisiert und so behandelte er auch seine Tochter. Nach einigen Jahren weigerte er sich sogar, mit ihr zu sprechen.
1963 zog die Familie in den Los-Angeles-Vorort Redondo Beach um. Dort fing Lynette Fromme an, Alkohol zu trinken und Drogen zu nehmen. Ihre Noten in der Highschool verschlechterten sich, aber sie schloss die Schule 1966 ab. Kurz danach zog sie aus dem Elternhaus aus. Der Vater überzeugte einige Monate später seine Tochter, sich am örtlichen Community College einzuschreiben, welches sie jedoch nach etwa zwei Monaten nach einem Streit mit ihrem Vater verließ. Darauf war sie obdachlos.

## Manson und die Manson-Family
Lynette Fromme zog nach Venice Beach, einem Stadtteil von Los Angeles. Charles Manson, der zu diesem Zeitpunkt gerade aus einem Gefängnis bei Terminal Island in der Nähe von Long Beach entlassen worden war, entdeckte sie weinend auf einer Bank in einem Park. Er freundete sich mit Fromme, der seine bizarren Ideen gefielen, an. Die beiden bereisten den Bundesstaat Kalifornien und begegneten in verschiedenen Orten anderen heimatlosen Jugendlichen. Die Gruppe blieb schließlich in Südkalifornien sowie in der Wüste in der Nähe des Death Valley.
Nachdem Manson und manche seiner Anhänger 1969 wegen der Tate-LaBianca-Morde in Haft genommen worden waren, kampierten Fromme und die übrigen Family-Mitglieder auf der Straße vor dem Gerichtshof im Zentrum von Los Angeles. Sie beharrten darauf, dass Manson unschuldig sei, und verkündeten der Presse und dem Publikum die Philosophie Mansons. Obwohl die Staatsanwaltschaft Fromme nie des Mordes bezichtigte, sprach man sie schuldig wegen ihrer Anstrengungen, die Zeugenaussagen anderer Anhänger von Manson mit Einschüchterungen zu verhindern. Fromme selbst weigerte sich, gegen Manson auszusagen. Wegen dieser Taten wurden gegen Fromme kurze Freiheitsstrafen verhängt.
Später zog Fromme ins nordkalifornische Stockton um. Dort wohnte sie bei zwei Freundinnen, Nancy Pitman und Priscilla Cooper, sowie zwei entlassenen Gefangenen, Michael Monfort und James Terrill Craig. Im Haus lebte zudem ein Ehepaar, James und Lauren Willett, das von der Gruppe ermordet wurde. Pitman, Cooper, Monfort und Craig wurden wegen des Mordes verurteilt, Fromme wegen Mangels an Beweisen freigesprochen.
Daraufhin zog Fromme mit ihrer Freundin Sandy Good in eine Wohnung in Sacramento. Zeitweise trugen die zwei Frauen Gewänder und änderten amtlich ihre Namen, um ihre Zugehörigkeit zur neuen Religion Mansons zu betonen. Lynette nannte sich „Red“ (rot) wegen ihrer roten Haare, und Sandy wurde zu „Blue“ (blau), um ihre blauen Augen und den Ozean zu versinnbildlichen.

## Attentat

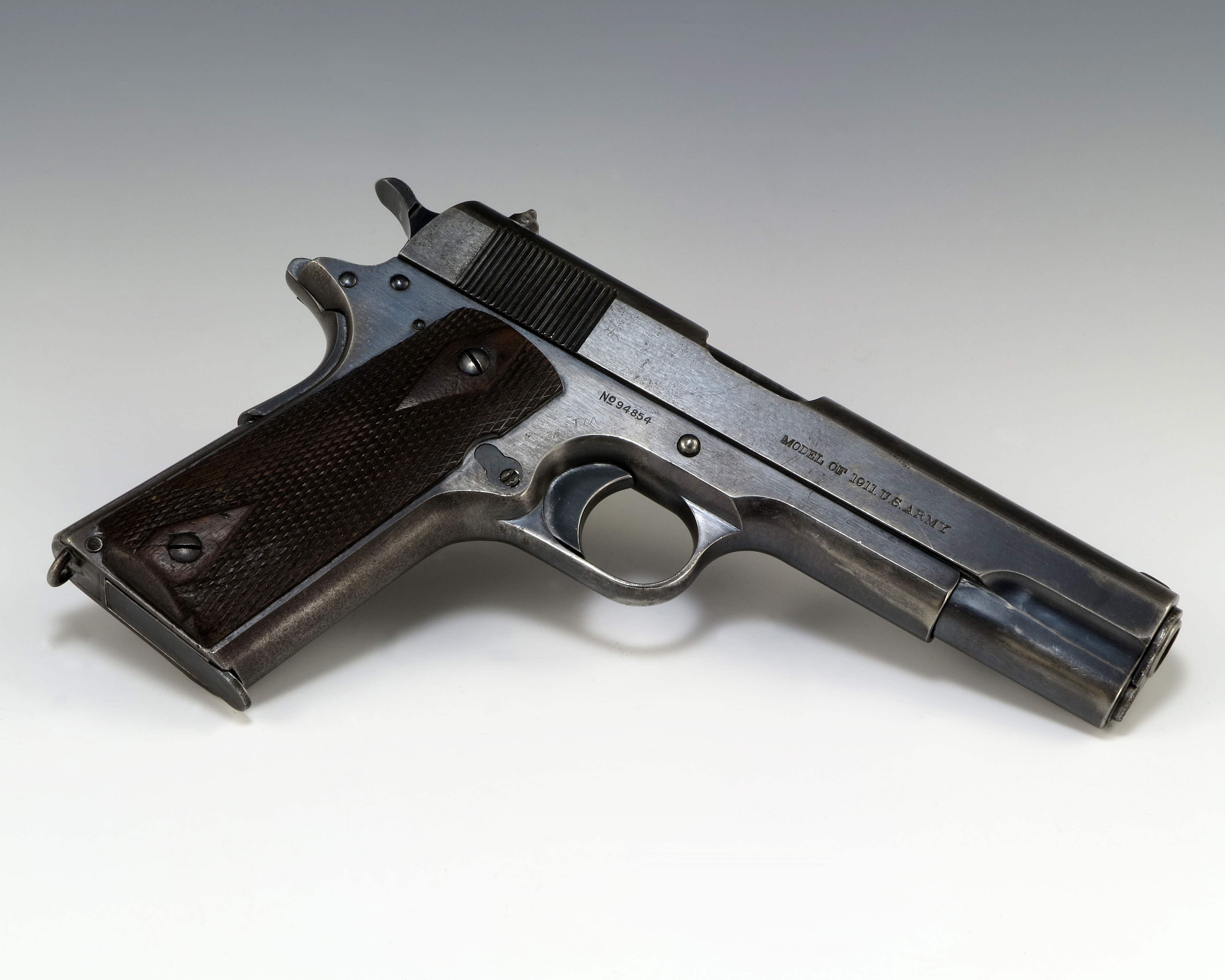
Die Pistole Colt M1911 Kaliber .45, welche Fromme als Tatwaffe benutzte

Am Morgen des 5. September 1975 ging Fromme in den Capitol Park von Sacramento. Angeblich wollte sie Schutzmaßnahmen für die berühmten Küstenmammutbäume besprechen. Jedoch war Fromme mit einer Colt-45-Pistole bewaffnet, mit der sie auf den damaligen US-Präsidenten Gerald Ford zielte. Das Magazin enthielt vier Kugeln, die Patronenkammer war jedoch leer. Die Secret-Service-Sicherheitsagenten hielten die Frau sofort fest. Als man ihr die Handschellen anlegte, versuchte Fromme der Presse zu sagen, dass sie die Waffe nicht abgefeuert hatte. Während eines langwierigen Prozesses weigerte sich Fromme, mit ihrem eigenen Verteidigungsteam zusammenzuarbeiten. Man sprach sie des versuchten Mordes an einem US-Präsidenten schuldig, und sie erhielt eine lebenslange Freiheitsstrafe.

## Spätere Entwicklungen
1979 verlegte man Lynette Fromme aus dem Frauengefängnis in Dublin, Kalifornien, nachdem sie eine andere Insassin mit einem Hammer angegriffen hatte. Am 23. Dezember 1987 entkam Fromme dem Alderson Federal Prison Camp (US-Bundesstaat West Virginia) und reiste nach Westen, in der Hoffnung, eine Wiedervereinigung mit Manson zu erreichen. Sie hatte Gerüchte gehört, Manson sei an Hodenkrebs erkrankt. Zwei Tage später nahm man Fromme wieder fest. Fromme verzichtete zunächst auf alle Rechte auf Bewährungsanhörungen. Nach 34 Jahren wurde Fromme im Alter von 60 Jahren am 14. August 2009 auf Bewährung aus dem Gefängniskrankenhaus in Carswell entlassen.

## Weblink
- Lynette Fromme auf cielodrive.com (englisch)